# Santiago del Teide
Santiago del Teide é um município da Espanha na província de Santa Cruz de Tenerife, comunidade autónoma das Canárias. Tem 52,2 km² de área e em 2021 tinha 11 115 habitantes (densidade: 212,9 hab./km²).

## Demografia
| Variação demográfica do município entre 1991 e 2004 | Variação demográfica do município entre 1991 e 2004 | Variação demográfica do município entre 1991 e 2004 | Variação demográfica do município entre 1991 e 2004 |
| --------------------------------------------------- | --------------------------------------------------- | --------------------------------------------------- | --------------------------------------------------- |
| 1991                                                | 1996                                                | 2001                                                | 2004                                                |
| 5914                                                | 7506                                                | 9303                                                | 10777                                               |

|                         | Norte: Buenavista del Norte, Los Silos e El Tanque | Nordeste: Garachico y Icod de los Vinos |
| Oeste: Oceano Atlântico | Santiago del Teide                                 | Este: La Orotava                        |
|                         | Sul: Guía de Isora                                 |                                         |

## Pontos turísticos
- Casa del Patio (Bem de Interesse Cultural)
- Chinyero (vulcão)
- Acantilados de los Gigantes
- Praia da Arena ou Praia dos Guíos